# Simón de la Rosa y López
Simón de la Rosa y López, (Jerez de la Frontera, Provincia de Cádiz, 8 de noviembre de 1846-Sevilla, 14 de febrero de 1915) fue un Jurista, escritor y periodista.

## Biografía
Sus primeros estudios los realiza en su ciudad natal hasta los diez años, cuando se traslada a Sevilla e ingresa, en 1857, en el Seminario. En 1868 se matriculó en Derecho en la Universidad de Sevilla, compaginando esta carrera con la de Filosofía y Letras, que concluyó en 1874. Se licenció en Derecho el 22 de junio de 1871, y en Filosofía y Letras el 13 de enero de 1874. Además obtuvo el doctorado de Filosofía y Letras por la Universidad de Sevilla y el de Derecho por la Universidad Central de Madrid. Fue catedrático en Sevilla, y Secretario de la Facultad de Derecho de dicha Universidad. Otros cargos que ostentó fueron el de oficial primero de la Biblioteca Colombina, a partir del 15 de enero de 1880, socio fundador del Ateneo de Sevilla, siendo elegido, el 29 de junio de 1891, miembro numerario, desde el 29 de junio de 1891, de la Real Academia Sevillana de Buenas.
Como periodista dirigió el periódico El Oriente, además de colaborar en la revista, editada en Sevilla, Bética.

## Obras
- El método para estudiar derecho (discurso). 1888.
- Catálogo razonado de la Biblioteca Colombina. Imp. E. Rasco. Sevilla, 1888.
- Libros y autógrafos de D. Cristóbal Colón (discurso). Imp. E. Rasco. Sevilla, 1891.
- La Autonomía académica. Discurso de apertura del curso académico 1900-1901.
- Los Seises de la Catedral de Sevilla. Imp. F. de la P. Díaz. Sevilla, 1904.
- El lugar en que se dio la batalla del Guadalete. Sevilla, 1911.